# Tennessee Barn Dance

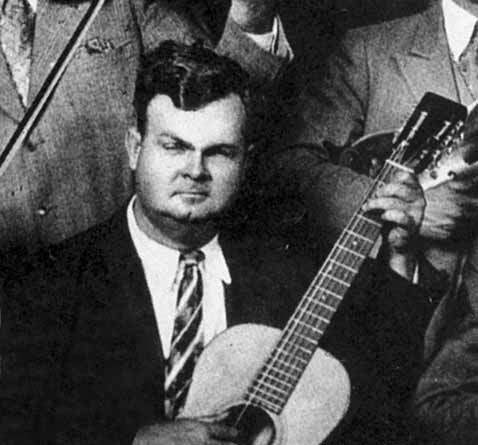
Riley Puckett

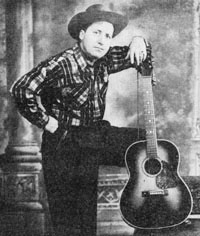
Cliff Carlisle

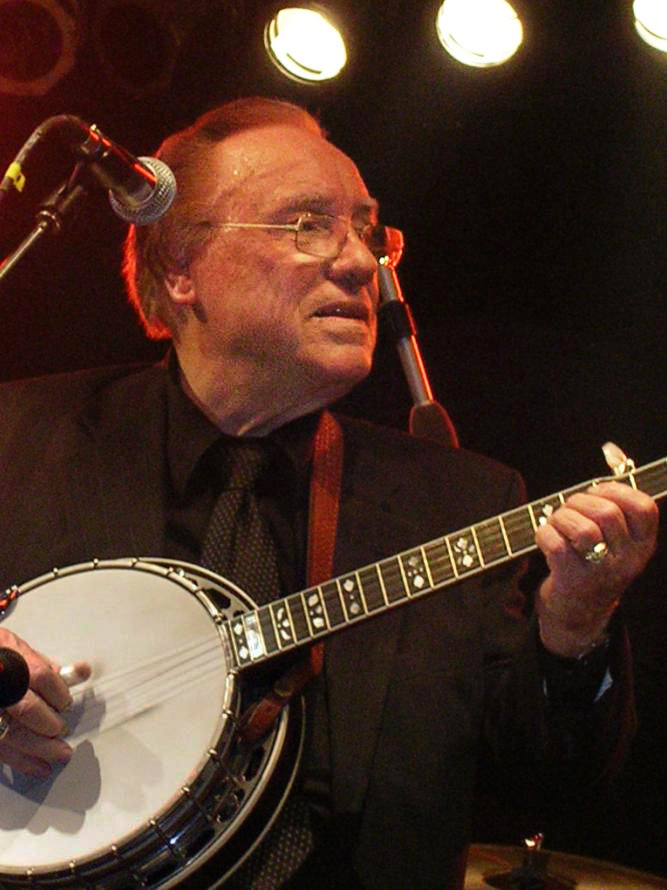
Earl Scruggs

Der Tennessee Barn Dance war eine US-amerikanische Country-Sendung, die von WNOX aus Knoxville, Tennessee, gesendet wurde.

## Geschichte

### Anfänge
Der Tennessee Barn Dance wurde als Antwort auf die Grand Ole Opry aus Nashville, Tennessee, kreiert, da das Publikum Tennessees tief in der traditionellen Bluegrass-Musik der Appalachen verwurzelt war und oftmals in Kontrast zu den progressiveren Country-Genres Nashvilles stand. Die erste Ausgabe des Tennessee Barn Dances wurde 1942 über WNOX live ausgestrahlt. Auf den Weg gebracht wurde die Show von Musiker Archie Campbell, der im Barn Dance auch als Komiker „Grandpa“ auftrat. Die ersten Ausgaben wurden im Old Lyric Theatre mit 1800 Plätzen abgehalten, später zog man in das WNOX Auditorium mit 1250 Sitzplätzen. Direktor und Moderator der Show wurde Lowell Blanchard.

### Aufstieg
In den 1940er- und frühen 1950er-Jahren nahm die Popularität des Tennessee Barn Dance enorm zu. Die Show wurde zeitweise landesweit über das CBS-System ausgestrahlt und konkurrierte mit anderen großen Shows der Zeit, wie der Opry, dem Old Kentucky Barn Dance, dem Old Dominion Barn Dance oder dem Louisiana Hayride.
Der Tennessee Barn Dance war für viele spätere Stars der Country-Musik der Start in die Karriere. So begannen unter anderem Don Gibson, Mac Wiseman und viele weitere hier ihre Laufbahn. Weitere bekannte reguläre Musiker der Show waren Pee Wee King, Roy Acuff, Johnnie and Jack, Bill Carlisle, Cowboy Copas, Flatt and Scruggs und Carl Smith. Auch altgediente Country-/Old-Time-Musiker aus den 1920er- und 1930er-Jahren wie Riley Puckett, Cliff Carlisle und Charlie Monroe fanden im Tennessee Barn Dance eine Möglichkeit, aufzutreten. Auch Mother Maybelle Carter und ihre drei Töchter June, Anita und Helen standen regelmäßig auf der Bühne im WNOX Auditorium. Es waren vor allem die ländlichen, traditionellen Bluegrass-Harmonien der Show, die sie so beliebt werden ließ, da viele Radiosender und Shows auf neue Stile wie Honky Tonk und Western Swing setzten.

### Ende
Ende der 1950er-Jahre schwand die Beliebtheit des Tennessee Barn Dance langsam dahin. Das Fernsehen hielt Einzug in die Haushalte der USA und die Radiosender begannen, die aufwändigen Live-Shows durch Disc Jockeys im Studio zu ersetzen, die billiger und unkonventioneller waren. Trotzdem fuhr man in den 1960er- und auch in den 1970er-Jahren mit einem reduzierten Aufgebot fort, die Show live zu senden. Die letzte Ausgabe des Tennessee Barn Dances lief 1987 mit dem gleichzeitigen Ende von WNOX.

## Gäste und Mitglieder
| - Roy Acuff - Johnnie and Jack - Pee Wee King - Carl Butler - Sam McGee - Bill Carlisle - Cliff Carlisle - Charlie Monroe - Mother Maybelle Carter and the Carter Sisters - Cowboy Copas - Hugh Cross - Lester Flatt - Earl Scruggs - Flatt & Scruggs and the Foggy Mountain Boys - Kitty Wells - Don Gibson - Eddie Hill - Mac Wiseman - Carl Smith - Riley Puckett | - The Bailey Brothers - Archie Campbell - James Carson & Martha Carson - Benny Martin - Lynn Davis - Buster Moore - Mollie O’Day - Jim and Jesse - Osborne Brothers - Jimmie Skinner - Homer and Jethro - Roy Sneed - Carl Story - The Webster Brothers - Larry Mathis - Cousin Jody - Honey Wiles - Hugh X. Lewis - Max Lowe - Red Kirk |